# Sonic Drift 2
Sonic Drift 2 (яп. ソニックドリフト２ Соникку Дорифуто Цу:), в Европе известная как Sonic Drift Racing — видеоигра серии Sonic the Hedgehog в жанре аркадных автогонок, разработанная и изданная компанией Sega для портативной приставки Sega Game Gear в 1995 году. Является второй игрой серии в жанре гонки и сиквелом Sonic Drift. 14 ноября 2012 года на территории Японии состоялся выход игры на приставку Nintendo 3DS, посредством сервиса Virtual Console 3DS. 4 июля 2013 года данная версия также была издана в США, Европе и Австралии.
Продолжение развивает основы первой части и представляет собой гоночную аркаду, подобную серии Mario Kart. Игрок должен выиграть три разных гран-при под названием «Chaos GP». На выбор предоставлены различные персонажи, каждый из которых имеет собственное транспортное средство и обладает уникальными способностями. В игре присутствует большое количество игровых трасс, отличающихся между собой строением и особенностями.
Аркада разрабатывалась компанией Sega после выпуска первой части и, в отличие от неё, была выпущена не только на территории Японии, но и в других регионах. Sonic Drift 2 была в основном положительно оценена игровой прессой. Критики хвалили увлекательный геймплей и музыку, но отмечали из недостатков графику и управление.

## Игровой процесс

Игра за Эми на трассе «Desert Road 1». Игровой процесс Sonic Drift 2 практически не изменился по сравнению с первой частью

Sonic Drift 2, как и первая часть, представляет собой аркадную гоночную игру, где на выбор даются различные персонажи со своими транспортными средствами и уникальными способностями. По сюжету игры доктор Эггман вновь похищает Изумруды Хаоса, и теперь ему помогает робот Метал Соник. К ежу Сонику присоединяется ехидна Наклз, и вместе они решаются вернуть камни, выиграв три гоночных гран-при.
В игре представлен режим под названием «Chaos GP». В нём нужно пройти три разных гран-при, при победе в которых игрок получает Изумруды Хаоса фиолетового, белого и синего цветов. В каждом соревновании нужно пройти шесть различных трасс, которые могут быть как замкнутыми с несколькими кругами, так и незамкнутыми. Как и в предыдущей части игры, на трассах разбросаны бонусные предметы, дающие игроку дополнительные возможности. Кольца служат для использования специального приёма, и чтобы им воспользоваться, нужно потратить два кольца (для Метал Соника — три). При столкновении с препятствиями, оппонентом или при сильном заносе теряется одно кольцо. Красный монитор позволяет получить персонажу кратковременное ускорение. Синий монитор даёт неуязвимость, благодаря чему при столкновении с препятствиями игрок не теряет скорость и кольца. Пружина позволяет подпрыгнуть и увеличить скорость, а также автоматически проходить повороты. Жёлтый монитор аналогично пружине подбрасывает транспортное средство, однако игрок сам может активировать его действие. Мяч отбрасывает персонажа на некоторое расстояние. Чёрный монитор позволяет сбросить бомбу, при столкновении с которой оппонент останавливается и теряет кольцо. Звезда кратковременно делает экран белым, затрудняя видимость. Значок с буквой «R» меняет управляемость — при повороте влево персонаж поворачивает вправо и наоборот.
Если игрок занял первое место в гонке, то он получает три очка, если второе — два очка, если третье — одно очко, а если четвёртое — ноль очков. Участник, завершивший гран-при с большим количеством очков выигрывает. После прохождения последнего, синего гран-при, если играя за Соника, Тейлза, Наклза или Эми игрок займёт первое место на всех шести трассах, то ему предстоит победить Эггмана в гонке на трассе «Death Egg» в «Final GP». Если занять первое место на всех шести трассах, играя за Эггмана, Метал Соника или Фэнга, то в последней гонке предстоит победить Соника. После победы игрок увидит концовку и титры с именами разработчиков.
Помимо «Chaos GP», в игре присутствуют режимы «Free Run» и «Versus». В первом режиме игрок сам выбирает персонажа и трассу, а также может посмотреть рекорды, а соперники в гонках отсутствуют. В режиме «Versus» могут участвовать два игрока, для чего нужно соединить две Game Gear VS-кабелем. В последующих переизданиях игры этот режим доступен при наличии второго геймпада. В разделе «Options» игрок может изменить уровень сложности, однако возможность прослушать звуковой тест отсутствует.

### Персонажи
В Sonic Drift 2 игрок может выбрать одного из семи персонажей, которые доступны с самого начала. Каждый из персонажей имеет своё собственное средство передвижения, отличающиеся ускорением, скоростью и управляемостью.
- Ёж Соник (яп. ソニック・ザ・ヘッジホッグ Соникку дза Хэдзихоггу, англ. Sonic the Hedgehog). Обладатель автомобиля «Cyclone»[10], которое имеет высокую скорость и быстрый разгон, но плохо управляется. Специальный приём позволяет получить кратковременное ускорение[1].
- Майлз «Тейлз» Прауэр (яп. マイルス «テイルス» パウアー Майрусу Тэйрусу Пауа:, англ. Miles «Tails» Prower). Владелец транспортного средства под названием «MTP-02 Wheelwind S7»[10], у которого средние показатели скорости, разгона и управляемости. Специальный приём позволяет подпрыгнуть, получая большую скорость и возможность автоматически проходить повороты[1].
- Ехидна Наклз[~ 1] (яп. ナックルズ・ザ・エキドゥナ Наккурудзу дза Экидуна, англ. Knuckles the Echidna). Обладает внедорожником под названием «Tempest»[10], у которого средние показатели скорости, разгона и управляемости. Специальный приём позволяет подпрыгнуть, получая высокую скорость и возможность автоматически проходить повороты[1].
- Эми Роуз (яп. エミー・ローズ Эми: Ро:дзу, англ. Amy Rose). Обладательница машины под названием «Breeze»[10], которая хорошо разгоняется, имеет низкую скорость и среднюю управляемость. Специальный приём позволяет сбросить сердечко, при столкновении с которым соперник теряет скорость[1].
- Доктор Эггман (яп. ドクタアエッグマン Докута: Эггуман, англ. Doctor Eggman). Водит машину «Egg Typhoon»[10], которая медленно ускоряется, но имеет хорошую скорость и отличное управление. Специальный приём позволяет сбросить бомбу, при столкновении с которой соперник теряет скорость и кольцо[1].
- Метал Соник[~ 2] (яп. メタルソニック Мэтару Соникку, англ. Metal Sonic). Имеет транспортное средство под названием «Blue Devil»[10], которое имеет очень высокую скорость и разгон, но очень плохое управление. Специальный приём позволяет получить кратковременное ускорение[1].
- Стрелок Фэнг (яп. ファング・ザ・スナイパ Фангу дза Сунайпа:, англ. Fang the Sniper). Управляет «Marvelous Queen»[10], у которого высокая скорость и разгон, но плохое управление. Специальный приём позволяет сбросить шар, при столкновении с которым соперник теряет скорость и кольцо[1].

### Трассы
Большинство гоночных трасс в Sonic Drift 2 представляют собой зоны из предыдущих частей серии. Всего в игре 18 трасс, по шесть в каждом гран-при.
| Purple Chaos GP  | White Chaos GP   | Blue Chaos GP   |
| Уровни           | Уровни           | Уровни          |
| ---------------- | ---------------- | --------------- |
| «Emerald Hill 1» | «Desert Road 2»  | «Dark Valley 2» |
| «Hill Top 1»     | «Rainy Savanna»  | «Quake Cave»    |
| «Dark Valley 1»  | «Ice Cap»        | «Balloon Panic» |
| «Casino Night»   | «Hill Top 2»     | «Emerald Ocean» |
| «Desert Road 1»  | «Mystic Cave»    | «Milky Way»     |
| «Iron Ruin»      | «Emerald Hill 2» | «Death Egg»     |

## Разработка и выход игры
Как и предыдущая часть серии, Sonic Drift 2 разрабатывался компанией Sega. Команда использовала в продолжении аналогичную первой части игровую механику, которая осталась практически без изменений, однако было увеличено количество игровых персонажей, трасс и бонусов, таким образом учитывая пожелания критиков и игроков и исправляя ошибки предшественника. Большинство трасс для гонок были созданы на основе уровней из игр Sonic the Hedgehog 2 и Sonic the Hedgehog 3. Также в ходе разработки дизайнеры и художники уделили внимание транспортным средствам персонажей, за прототипы которых были взяты настоящие автомобили. Так, за основу транспортного средства Соника «Cyclone» был взят автомобиль Ferrari F40; за основу транспортного средства Тейлза «MTP-02 Wheelwind S7» были взяты автомобили компании Caterham Cars; за основу транспортного средства Наклза «Tempest» был взят автомобиль Hummer H1. Названия транспортных средств всех персонажей, кроме Фэнга и Метал Соника, связаны со стихией ветра, как и в предыдущей игре.
Музыкальное сопровождение Sonic Drift 2 было создано композиторами Масаюки Нагао и Саори Кобаяси. Несмотря на то, что в игре оригинальная музыка, тем не менее, мелодия непобедимости из Sonic & Knuckles звучит в финальной гонке или во время использования синего монитора неуязвимости.
Релиз игры состоялся 17 марта 1995 года на территории Японии. Кроме того, в отличие от первой части, Sonic Drift 2 была выпущена и на территории других стран. Так, в тот же день, 17 марта 1995 года состоялся выход проекта в Европе, где название было заменено на Sonic Drift Racing, поскольку первая часть не была выпущена в этом регионе. В ноябре того же года состоялся релиз Sonic Drift 2 на территории Северной Америки, причём, как и в европейских странах, в игре используется имя Эггман, однако в руководстве оно также указано как Роботник.
Sonic Drift 2 впоследствии была не раз переиздана. В 2003 году Sonic Drift 2 вошла в игру Sonic Adventure DX: Director’s Cut для консоли GameCube и PC-совместимых компьютеров на платформе Windows в качестве мини-игры, а в 2005 году была включена в состав сборника Sonic Gems Collection, выпущенного для консолей GameCube и PlayStation 2. Существует неофициальный порт игры на консоль Master System, выпущенный 1 июня 2009 года компанией Shibunoa. 14 ноября 2012 года состоялся выход Sonic Drift 2 для консоли Nintendo 3DS в сервисе 3DS Virtual Console. 4 июля 2013 года эта версия вышла на территории Северной Америки, Европы и Австралии.

## Оценки и мнения
| Сводный рейтинг    | Сводный рейтинг |
| Агрегатор          | Оценка          |
| ------------------ | --------------- |
| MobyRank           | 76/100          |
| Иноязычные издания |                 |
| Издание            | Оценка          |
| AllGame            | [ 18 ]          |
| CVG                | 91/100          |
| EGM                | 7/10            |
| Famitsu            | 19/40           |
| GamePro            | [ 17 ]          |
| Power Sonic        | 8/10            |
| Shin Force         | 8,7/10          |
| Mega Fun           | 6,7/10          |
| Sega-Mag           | 6/10            |
| Mean Machines      | 74/100          |

Sonic Drift 2 получила смешанные отзывы критиков, но большинство из них были положительными. На сайте MobyGames средняя оценка оригинальной версии составляет 75 баллов из 100 возможных. Многие обозреватели отмечали, что по сравнению с первой частью игры, сиквел получился намного интереснее. Сайт GamesRadar поместил Sonic Drift 2 на 31 место в списке «Лучших игр для Sega Game Gear всех времён».
Представитель сайта Power Sonic оценил игру в 8 баллов из 10. По мнению обозревателя, «хорошо развитые игровые режимы, различные улучшения и новые персонажи (такие полюбившиеся, как Наклз и Метал Соник) делают её [Sonic Drift 2] стоящей игрой для Game Gear». Из недочётов рецензент назвал «слабоватый», как и у первой части, игровой процесс и графику, далёкую от совершенства, но были отмечены её улучшения. Схожее мнение было у Марка Паттерсона из журнала Computer and Video Games. Критик сайта Shin Force похвалил приличные графику, управление и музыку, а также назвал игру «весёлой», отметив, что она понравится поклонникам этого жанра, оценив в 8,7 баллов из 10. Обозреватели из Mean Machines похвалили аркаду за хорошее соотношение цены и качества и многопользовательский режим, ради которого можно купить и специальный кабель для соединения двух Game Gear. Критик из GamePro заявил, что благодаря интересному игровому процессу и разнообразным бонусам на трассах, Sonic Drift 2 является лучшей гоночной игрой для Game Gear и оценил её в 4 звезды из 5.
Некоторые обозреватели посчитали, что Sonic Drift 2 не предлагает ничего нового по сравнению с первой частью. Так, рецензент из журнала Electronic Gaming Monthly оценил игру в 7 баллов из 10 и назвал её «игровым клоном Mario Kart». Журналист отметил, что персонажи в аркаде мало отличаются в способностях, но похвалил присутствие Метал Соника. Кроме того, обозреватель заметил, что Sonic Drift 2 лучше бы разработали для консоли Sega Saturn, и подверг критике «раздражающую» графику, но в целом назвал игру «не самой лучшей, но хорошей». Критик из Mega Fun посчитал, что изменения в сиквеле в основном коснулись количественного характера: персонажей стало больше, а трассы — сложнее. Управление, как и в первой части, рецензент назвал простым. В итоге игра была оценена в 6,7 баллов из 10 и отмечена, как «неплохой выбор для тех, кому нравится Соник». Журналист из Sega-Mag, так же, как и предшественнику, поставил Sonic Drift 2 оценку в 6 баллов из 10, заметив, что в игре мало изменений и по-прежнему много недостатков. В редакции Famitsu гоночную аркаду оценили в 19 баллов из 40, а на AllGame — в три звезды из пяти.
Отзывы о Sonic Drift 2, включённом в сборник Sonic Gems Collection, были сдержанными. Обозреватель из GameSpot, Райан Дэвис назвал гоночную аркаду «неиграбельной» из-за неудобного управления и низкого качества графики. Том Бромвелл из Eurogamer назвал главными недостатками проекта низкое качество графики и анимации, заявив, что симулятор, как и все остальные игры с Game Gear, «выглядит ужасно на большом экране телевизора». Рецензент Хуан Кастро из сайта IGN также подверг критике графику, но сказал, что Sonic Drift 2 хоть и не отличная игра, но является неплохим дополнением к коллекции сборника.